# Burnout Paradise
Burnout Paradise ist der fünfte Teil der Rennspiel-Serie Burnout, der von Criterion Games für die PlayStation 3, PlayStation 4, Xbox 360, Xbox One und für Microsoft Windows entwickelt und von Electronic Arts veröffentlicht wurde. Im Gegensatz zu den vorherigen Teilen, bei denen auf abgegrenzten Strecken gefahren wurde, fährt man in Burnout Paradise in einer frei befahrbaren Stadt. Diese trägt den Namen Paradise City.

## Spielprinzip
Burnout Paradise ist ein Rennspiel, bei dem der Spieler außergewöhnlich viele Freiheiten besitzt. Das gesamte Spiel spielt in der Stadt Paradise City, einer fiktiven Großstadt, in der zahlreiche Rennen ausgetragen werden.
Es gibt einige neue Spielmodi, doch wurden frühere Modi dafür abgeschafft. So gibt es keinen richtigen Crash-Modus mehr, sondern nur noch einen sogenannten Showtime-Modus. Auch der Traffic-Attack-Modus wurde abgeschafft, dafür gibt es nun einen Marked-Man-Modus. Bei diesem wird man von mehreren Autos verfolgt, die versuchen einen von der Straße zu drängen. Außerdem gibt es nun einen Stuntrennen-Modus. Weiterhin dabei sind klassische Rennen und der Road-Rage-Modus. Auch Rennen gegen die Uhr sind verfügbar. Diese werden Burning-Routes genannt und lassen sich jeweils nur mit einem bestimmten Wagen fahren. Bei allen Modi ist die Stadt weiterhin frei befahrbar.

### Mehrspielermodus
Es gibt einen Offline-Mehrspielermodus (im Playstation Store nachrüstbar) und einen umfangreichen Online-Multiplayermodus, der direkt aus dem laufenden Einzelspielerspiel gestartet werden kann. Bei diesem können bis zu acht Spieler zusammen durch die Stadt fahren. Diese können entweder einfach nur durch die Stadt fahren oder aber in Rennen gegeneinander antreten oder zusammen als Freeburn Challenge (bestimmte Aktionen) und Time Challenge (zweigeteilte Aufgabe mit Zeitvorgabe) bezeichnete Aufgaben erfüllen.
Gerade die Challenges tragen zur immer noch recht hohen Popularität bei, da hier mehr das miteinander denn das gegeneinander Spielen in den Vordergrund rückt.

## Spielwelt
Burnout Paradise spielt in einer fiktiven Stadt namens Paradise City, die an der Ostküste der Vereinigten Staaten liegt.
Der Spieler kann frei durch die Stadt fahren und an jeder Ampel ein Event starten. Wie in den vorherigen Spielen der Burnout-Serie gibt es in Paradise City verschiedene Geländetypen, von Innenstadtstraßen bis zu Gebirgspfaden. Diese sind jedoch alle in einem offenen Gebiet enthalten, in dem die Spieler sich frei bewegen können. Paradise City ist in fünf Bezirke unterteilt, die zwei allgemeine Landschaftsarten repräsentieren: das städtische Gebiet und das ländliche Gebiet. Downtown Paradise, Harbor Town und Palm Bay Heights bilden das städtische Gebiet, während Silver Lake und White Mountain das ländlichere Gebiet ausmachen. Diese Bezirke sind weiter in Subbezirke unterteilt, die jeweils einen leicht unterschiedlichen Designansatz haben, von verlassenen Lagerhäusern bis zu Strandhotels.
Mit dem Big Surf Island Update wurde eine Insel gleichen Namens vor der Ostküste von Paradise City hinzugefügt, die das Fahrgebiet von Paradise erweitert und einen neuen Bezirk sowie fünf neue Subbezirke hinzufügt.
Paradise City hat eine Fläche von 67 Quadratkilometern und etwa 351 Kilometer befahrbare Straßen. Die Insel Big Surf Island ist dabei nicht eingerechnet. Die Gegend bietet viele Wahrzeichen, die der Spieler erkunden, entdecken und nutzen kann, wie zum Beispiel eine Hauptautobahn (I-88), die eine praktische Möglichkeit bietet, große Gebiete der Stadt zu überqueren. Die I-88 ist eine der Routen, die der Spieler ins ländliche Gebiet führt, die anderen sind West Crawford Drive und Lawrence Road im Norden sowie die South Bay Expressway Suspension Bridge im Süden. In Downtown Paradise ist Webster Avenue eine der Hauptstraßen, mit der Autobahn direkt darunter. Auf der westlichen Seite der Stadt ist Nelson Way eine gängige Durchgangsstraße, die um Silver Lake und White Mountain führt. South Mountain Drive ist ebenfalls eine lange Strecke, die nach Westen führt und sich den Bergen entlang windet.
Eine der spielzentrierten Funktionen der Stadt ist die Nutzung von markanten Wahrzeichen als Ziel bei gewissen Rennveranstaltungen. Es gibt ein Wahrzeichen für jede Himmelsrichtung:
- Maplemount Country Club (Norden)
- Coastguard HQ (Nord-Osten)
- Waterfront Plaza (Osten)
- Wildcats Baseball Stadium (Süd-Osten)
- Fort Lawrence Naval Yard (Süden)
- Lone Stallion Ranch (Süd-Westen)
- Wind Farm (Westen)
- Crystal Summit Observatory (Nord-Westen)

## Events

### Einzelspieler
- Burning Route

Jedes Fahrzeug hat in Paradise City seine eigene Burning Route. Es handelt sich um zeitlich begrenzte Events, bei denen der Spieler gegen die Uhr zu einem bestimmten Ziel fahren muss. Bei Erfolg wird eine modifizierte Version des Fahrzeugs im Schrottplatz freigeschaltet.
Es gibt 35 Burning Routes in Paradise City und 1 auf Big Surf Island.
- Burning Ride und Midnight Ride

Burning Ride und Midnight Ride sind Varianten der Burning Routes für Motorräder. Der Spieler muss innerhalb eines Zeitlimits eine Reihe von Checkpoints auf der Strecke passieren.
Es gibt 19 Burning Rides und 19 Midnight Rides in Paradise City.
- Marked Man

In einem Marked Man-Event muss der Spieler ein Ziel erreichen, während mehrere Gegner versuchen, ihn durch „Take Downs“ zu stoppen. Ziel ist es, das Ziel zu erreichen, ohne zerstört zu werden. Diese Gegner fahren immer schwarze Hunter Civilians und werden im Laufe des Spiels aggressiver.
Es gibt 15 Marked Man-Events in Paradise City und 2 auf Big Surf Island.
- Race

Rennen bestehen aus dem Spieler und mindestens einem weiteren Fahrzeug. Der Spieler muss das Ziel schneller als die anderen Fahrer erreichen, um zu gewinnen.
Es gibt 40 Race-Events in Paradise City und 4 auf Big Surf Island.
- Road Rage

In einem Road Rage-Event muss der Spieler innerhalb eines Zeitlimits eine festgelegte Anzahl von „Take Downs“ erreichen. Jeder Gegner, den der Spieler ausschaltet, verlängert die Zeit. Wird das Zeitlimit überschritten oder das Fahrzeug beschädigt, scheitert der Spieler.
Es gibt 16 Road Rage-Events in Paradise City und 3 auf Big Surf Island.
- Stunt Run

In einem Stunt Run muss der Spieler eine Zielpunktzahl erreichen, indem er Stunts wie Barrel Rolls oder Air Time ausführt. Der Spieler gewinnt, wenn er die Zielpunktzahl innerhalb des Zeitlimits erreicht.
Es gibt 14 Stunt Run-Events in Paradise City und 3 auf Big Surf Island.
- Road Rules

Road Rules bestehen aus Time Road Rules und Showtime Road Rules. Auf jeder Straße muss der Spieler entweder eine Zeitvorgabe oder eine Schadensvorgabe erreichen. Eine silberne Straßenschilder bedeutet, dass ein Road Rule auf dieser Straße erfüllt wurde, ein goldenes Schild zeigt beide erfüllte Regeln an.
Es gibt 64 Straßen in Paradise City und 12 auf Big Surf Island.
- Time Road Rules

Bei den Time Road Rules muss der Spieler innerhalb einer bestimmten Zeit von einem Straßenende zum anderen fahren. Ein Timer beginnt, wenn der Spieler die Straße betritt.
Es gibt 64 Time Road Rules für Autos und 128 für Motorräder in Paradise City sowie 12 für Autos und 24 für Motorräder auf Big Surf Island.
- Showtime Road Rules

In den Showtime Road Rules geht es darum, so viel Schaden wie möglich an Verkehrsteilnehmern auf einer Straße zu verursachen. Der Spieler kann mit dem Boost-Button „ground breaken“, um sich schneller vorwärts zu bewegen. Der verursachte Schaden und die zurückgelegte Strecke werden als Punktzahl für das Event gewertet.

### Online-Mehrspieler
- Rennen

Rennen können entweder einzelne A-to-B-Ziele oder Strecken mit mehreren Kontrollpunkten sein. Der Host kann bestimmen, welche Fahrzeuge die anderen Spieler wählen dürfen. Alle Spieler können ihr Fahrzeug auswählen, während sie auf den Start warten. Sobald alle Spieler ihr Fahrzeug gewählt haben, startet das Rennen mit einer Übersicht der Teilnehmer, einer Karte der Strecke und einem Countdown. Nach dem Countdown müssen die Spieler durch mehrere Kontrollpunkte bis zum Ziel fahren.
- Ranglistennen

Je nach Platzierung und dem Rang der Gegner verdienen oder verlieren die Spieler Rangpunkte. Spieler können die meisten Punkte gewinnen, indem sie höher eingestufte Spieler besiegen, und verlieren Punkte, wenn sie gegen niedrigere Ränge verlieren.
- Freie Rennen

Freie Rennen ähneln den Ranglistennen, jedoch ohne Rangpunkte. Es geht darum, das Rennen zu fahren, ohne die Rangordnung zu beeinflussen.
- Freeburn-Herausforderungen

Der Host eines Freeburn-Spiels kann aus vordefinierten Herausforderungen wählen, die die Spieler abschließen müssen. Wenn alle Spieler eine Herausforderung erfolgreich abschließen, wird sie für alle Spieler als abgeschlossen markiert.
Es gibt 350 Original-Herausforderungen, 70 zeitlich begrenzte, 70 für Motorräder und 10 Insel-Herausforderungen.

### Online Spielmodi
Es gibt drei Spielmodi, die im Cagney-Update von Burnout Paradise eingeführt wurden. Ein vierter Modus, „Cops and Robbers“, ist nur für Spieler verfügbar, die das entsprechende DLC-Paket besitzen. Der Host kann diese Events über das Easy Drive-Menü starten.
- Online Stunt Run

Jeder Spieler muss innerhalb einer vorgegebenen Zeit so viele Punkte wie möglich erzielen, indem er Stunts ausführt. Kombo-Ketten können durch „Take Downs“ von anderen Spielern unterbrochen werden.
- Online Marked Man

Ein Spieler wird zufällig als „Marked Man“ ausgewählt und muss eine bestimmte Zeit überstehen, ohne zu verunglücken oder von einem anderen Spieler ausgeschaltet zu werden. Der „Marked Man“ kann Punkte durch das Ausschalten anderer Spieler oder das Überleben erzielen.
- Online Road Rage

Spieler wählen zwischen dem Roten oder Blauen Team. Das Blaue Team muss einen Kontrollpunkt erreichen, ohne vom Roten Team ausgeschaltet zu werden. Das Blaue Team gewinnt, wenn ein Spieler das Ziel erreicht, das Rote Team gewinnt, wenn es alle Mitglieder des Blauen Teams ausschaltet.
- Online Cops and Robbers

Spieler können zwischen der Rolle als Polizist oder Räuber wählen. Jede Gruppe muss Gold aus einem bestimmten Ort in Paradise City holen und zum eigenen Safehouse bringen. Polizisten müssen das Gold zum Country Club bringen, während die Räuber es zum Naval Yard liefern müssen. Spieler ohne das Cops and Robbers-Pack können nicht an diesem Event teilnehmen.

### Offline Mehrspieler
- Burnout Party

Das Party Pack ist ein Premium-DLC für Burnout Paradise, das bis zu 8 Spieler im „Pass-the-Pad“-Spielmodus unterstützt. Dieses Pack ist in der Ultimate Box enthalten.

## Fahrzeuge
Fahrzeuge in Burnout Paradise werden entweder durch den Fortschritt des Spielers im Spiel, wie das Gewinnen von Events für die Lizenz, oder durch den Kauf von herunterladbaren Inhaltspaketen (DLC) freigeschaltet.
Einige Updates brachten kostenlose Fahrzeuge für Burnout Paradise, die in der Burnout Paradise: The Ultimate Box enthalten sind, sowie kostenpflichtige DLC-Pakete, die aber auch Teil von Burnout Paradise Remastered sind, einer endgültigen 10-jährigen Jubiläumsedition.
Neue Fahrzeugfreischaltungen werden dem Spieler von DJ Atomika angezeigt, wenn das Fahrzeug erstmals in Paradise City auftaucht. Das Fahrzeug fährt anschließend durch die Straßen der Stadt, solange der Spieler nicht in einem Event oder einer Freeburn Online-Session ist. Der Spieler muss das Fahrzeug dann „abschießen“ (Shut Down), was als Erfolg gezählt wird. Danach ist das Fahrzeug im Schrottplatz verfügbar.
Die einzigen Fahrzeuge, die durch ein „Shut Down“ freigeschaltet werden müssen, sind die Paradise Cars. Fahrzeuge dieser Kategorie, die durch das Upgraden der Fahrerlizenz freigeschaltet werden, sind im Schrottplatz verfügbar, sobald die Anforderungen erfüllt sind. Fahrzeuge aus anderen Kategorien sind von Anfang an freigeschaltet oder erscheinen im Schrottplatz, sobald ihre Freischaltbedingungen erfüllt sind.

### Fahrzeugkategorien
Es gibt acht verschiedene Fahrzeugkategorien, die im Schrottplatz verfügbar sind, jeweils eingeführt durch Updates oder als Premium-Downloadable Content (DLC) Pack.
- Paradise Cars

Fahrzeuge, die Teil der ursprünglichen Burnout Paradise-Veröffentlichung sind.
- Kostenlose Inhaltsupdates

Kategorien, die durch kostenlose Updates in Burnout Paradise eingeführt wurden und in Burnout Paradise: The Ultimate Box sowie Burnout Paradise Remastered enthalten sind.
1. Online Cars: Fahrzeuge, die nur in einer Freeburn Online-Session für Autos verwendet werden können.
2. Paradise Bikes: Motorräder, die sowohl offline als auch in einer Freeburn Online-Session für Motorräder genutzt werden können.

- Premium Downloadable Content Packs

Kategorien, die durch kostenpflichtige DLC-Pakete für Burnout Paradise und Burnout Paradise: The Ultimate Box eingeführt wurden, aber kostenlos in Burnout Paradise Remastered enthalten sind.
1. Legendary Cars: Fahrzeuge, die an Autos aus Filmen und Fernsehsendungen der 1980er Jahre angelehnt sind.
2. Toy Cars: Spielzeugversionen der Paradise Cars.
3. Boost Specials: Autos mit einzigartigen Boost-Typen.
4. Cop Cars: Polizeiautos (PCPD-Versionen) der Paradise Cars.
5. Big Surf Island: Fahrzeuge, die mit dem Fortschritt auf Big Surf Island verbunden sind.

## Updates
Für Burnout Paradise wurden mehrere kostenlose Updates veröffentlicht, die das Spiel im Funktionsumfang erweitern. Diese tragen jedoch nicht einfach Versionsnummern, sondern Codenamen. Diese haben dazu beigetragen, die Lebensdauer des Spiels zu verlängern.
Speziell die kostenfreien Updates sind von der Community als Dank für die Unterstützung des Spiels verstanden worden.

### Bogart
Das Update mit dem Codenamen Bogart war das erste Update, welches neue Funktionen zu Burnout hinzufügte, nachdem direkt am Veröffentlichungstag ein Patch veröffentlicht wurde der Firewall-Probleme behob. Es wurde am 18. April 2008 für die Xbox 360 und am 24. April für die Playstation 3 veröffentlicht. Mit diesem Update wurden weitere Fehler, z. B. das Aufhängen der Konsole nach bestimmten Aktionen oder dass man durch Trennen des Controllers von der Konsole ein Onlinerennen manipulieren konnte, beseitigt.

### Cagney
Codename Cagney war das dritte Update für Burnout und erschien am 10. Juli 2008 für die Playstation 3 und am 24. Juli für die Xbox 360. Mit diesem wurden der Startbildschirm geändert und es werden nun aktuelle News, wie beispielsweise die Anzahl aller online getätigten Takedowns der letzten 24 Stunden, während Ladevorgängen des Spiels eingeblendet. Weiterhin wurden mit diesem Update 70 neue Freeburn- und Zeit-Challenges hinzugefügt, wobei letztere eine neu hinzugekommene Kategorie darstellen. Auch der Onlinebereich wurde verbessert und um Stuntrennen, Marked-Man- und Road-Rage-Rennen erweitert.

### Bikes
Das Update Bikes, welches ursprünglich den Codenamen Davis trug, wurde am 18. September für Playstation 3 und Xbox 360 veröffentlicht. Mit diesem Update wurden in Burnout erstmals Motorräder eingeführt. Für diese sind mit diesem Update neue Zeitrennen für den Offline-Bereich und 70 neue Challenges für den Online-Teil hinzugekommen. Motorräder und Autos können online jedoch nicht miteinander fahren, und auch offline hat man mit den Motorrädern keinen Zugriff auf die Events der Auto-Karriere und umgekehrt. Die Auswahl, ob die Hauptkarriere der Autos oder die Nebenkarriere der Bikes gespielt werden soll, kann über das Hauptmenü des Spiels ausgewählt werden. Ein weiteres Feature, welches mit diesem Update in das Spiel integriert wurde, ist ein Tag-Nacht-Zyklus.

### Trophies
Am 25. September 2008 erschien das Trophäen-Update für die PlayStation 3. Dieses ermöglicht es in Burnout für mehr oder weniger schwere Aktionen Trophäen verliehen zu bekommen. Ursprünglich sollten diese Trophäen retroaktiv sein, das heißt, man sollte die Trophäen bekommen können, ohne das Spiel erneut durchspielen zu müssen. Die Entwickler schafften es jedoch nicht dies zu realisieren, weshalb man das Spiel erneut durchspielen muss, um die Trophäen zu bekommen.

### Party-Pack
Dieses Update ist das erste kostenpflichtige Add-on für Burnout Paradise. Es ist jedoch bereits in der Ultimate Box des Spiels enthalten, welche im Februar 2009 erschienen ist. Diese Erweiterung fügt dem Spiel einen Offline-Multiplayermodus hinzu. Es handelt sich dabei allerdings um keinen Splitscreenmodus, sondern um ein „Pass-the-Pad“-Prinzip, d. h. einen Multiplayermodus der auf dem Weiterreichen des Gamepads von Spieler zu Spieler basiert. So müssen die Spieler abwechselnd verschiedene kurze Herausforderungen aus den Kategorien Tempo (bestimmte Strecke oder Kurs möglichst schnell bewältigen), Stunt (bestimmten Stunt an einer bestimmten Stelle bewältigen, ähnlich wie in den Online-Challenges) und Fertigkeit (verschiedene Fahrtechniken zeigen, z. B. Fahren im Gegenverkehr) bewältigen. Der Partymodus kann mit bis zu 8 Spielern gespielt werden. Es gibt neue Trophäen für dieses Pack zu erspielen, welche aber für das Erreichen der Platintrophäe nicht relevant sind (PS3-Version).

### Legendary Cars
Dies ist die zweite kostenpflichtige Erweiterung des Spiels. Sie gewährt Zugriff auf vier spezielle Kultautos, welche sich vor allem optisch von den anderen Wagen des Spiels hervorheben. Der futuristische Jansen 88 Special wurde vom DeLorean aus Zurück in die Zukunft inspiriert und kann beispielsweise auf Knopfdruck über dem Boden schweben, während der Carson Nighthawk an Knight Rider erinnert. Der Carson Manhattan Special sieht aus, wie das Ghostbusters-Auto, wobei der Hunter Calvary Bootlegger an den General-Lee der Duke-Brüder erinnert. Es gibt neue Trophäen für dieses Pack zu erspielen, welche aber für das Erreichen der Platintrophäe nicht relevant sind (PS3-Version).

### Toy Cars
Dies ist die dritte kostenpflichtige Erweiterung des Spiels. Sie gewährt Zugriff auf acht Spielzeugautos sowie ein Spielzeug-Bike. Die Fahrzeuge sind kleiner und karikieren optisch ihre großen Vorbilder. Des Weiteren zeichnen sie sich durch eine deutlich höhere Stabilität aus. Es gibt neue Trophäen für dieses Pack zu erspielen, welche aber für das Erreichen der Platintrophäe nicht relevant sind (PS3-Version).

### Boost Specials
Die Boost Specials sind das vierte kostenpflichtige Update und enthalten zwei neue Wagen. Einer zeichnet sich dadurch aus, das er über Tempo-, Stunt- und Crashboost verfügt, der andere enthält ein neues Boostsystem, das sich, einmal gestartet, nicht wieder deaktivieren lässt, sieht aus wie ein Dragster, und ist der schnellste Wagen in Burnout Paradise.

### Cops and Robbers
Cops and Robbers ist das fünfte kostenpflichtige Update und fügt Verfolgungsrennen und eine Art „Capture the Flag“-Spiel hinzu. Des Weiteren werden alle Fahrzeuge, die nicht schon im „Standard“-Game als Polizeiwagen aufgetaucht sind, zu Polizeiwagen aufgerüstet. Auch hierfür gibt es neue, nicht Platin-relevante Trophäen.

### Big Surf Island
Big Surf Island ist das letzte und ebenfalls kostenpflichtige Update für Burnout Paradise. Es hatte früher den Codenamen Eastwood. Mit dem Update wird der Stadt in Burnout Paradise eine Insel hinzugefügt. Bereits seit dem Cagney-Update kann man an der Ostküste von Paradise City eine Brücke sehen und wenn man auf das Dach des Parkhauses neben der Brücke fährt, kann man in der Ferne die neue Insel erkennen. Die Insel hat in etwa die Größe der Innenstadt von Paradise City. Sie enthält 45 „Big Surf-Island“-Werbetafeln, die es zu zerstören gilt, 75 sogenannte Smashes (Zäune, die Privatflächeneigentum anzeigen, die man wie auch die Werbetafeln kaputt machen muss) sowie 15 Megasprünge, die man absolvieren muss. Außerdem erhält man zunächst einen Buggy, der als erstes im Menü „Big Surf-Island-Wagen“ auftaucht. Enthalten ist auch ein Buggy mit getunten Motor, ein Armee Humvee, die Toy-Versionen der Legendary Cars, eine getunte version des Carson Annihilathor und ein Fahrzeug mit Diamant-Vinyl(P12 Diamond) welches man für das Erledigen aller 500 Online-Challenges erhält.

## Soundtrack
Der Soundtrack von Burnout Paradise enthält viele bekannte Bands, wobei insgesamt vierzig prominente Künstler mit ihrer Musik vertreten sind, darunter Alice in Chains, Jane’s Addiction, Soundgarden, Twisted Sister, Jimmy Eat World und N.E.R.D. Zudem sind auch Lieder aus früheren Spielen der Burnout-Serie enthalten. Das Lied, das vom Titelscreen abgespielt wird, ist „Paradise City“ von Guns N’ Roses, was mit dem fiktiven Setting des Spiels – Paradise City – übereinstimmt.
| Soundtrack Liste | Soundtrack Liste                                | Soundtrack Liste                  | Soundtrack Liste                       |
| Nr.              | Song                                            | Artist                            | Album                                  |
| ---------------- | ----------------------------------------------- | --------------------------------- | -------------------------------------- |
| 1                | Us v Them                                       | LCD Soundsystem                   | Sound of Silver                        |
| 2                | Stop!                                           | Jane's Addiction                  | Ritual de lo Habitual                  |
| 3                | My Curse                                        | Killswitch Engage                 | As Daylight Dies                       |
| 4                | Stand and Deliver                               | Adam And The Ants                 | Prince Charming                        |
| 5                | Would?                                          | Alice In Chains                   | Dirt                                   |
| 6                | Girlfriend                                      | Avril Lavigne                     | The Best Damn Thing                    |
| 7                | The Archers Bows Have Broken                    | Brand New                         | The Devil and God Are Raging Inside Me |
| 8                | Fight Music For The Fight                       | Bromheads Jacket                  | Dits From The Commuter Belt            |
| 9                | Route 66 (Beatmasters Mix)                      | Depeche Mode                      | Remixes 81-04                          |
| 10               | Going Through Changes                           | Army of Me                        | Citizen                                |
| 11               | Epic                                            | Faith No More                     | The Real Thing                         |
| 12               | Beautiful Ruin                                  | Make Good Your Escape             | Beautiful Ruin                         |
| 13               | Block Out The World                             | Maxeen                            | Hello Echo                             |
| 14               | Rock Star (Jason Nevins Mix)                    | N.E.R.D.                          | In Search Of...                        |
| 15               | Friction                                        | B'z                               | Action                                 |
| 16               | Collapse                                        | Saosin                            | Saosin                                 |
| 17               | Calling All Cars                                | Senses Fail                       | Still Searching                        |
| 18               | It Goes Off                                     | Skybombers                        | Sirens LP                              |
| 19               | Rusty Cage                                      | Soundgarden                       | Badmotorfinger                         |
| 20               | Dead Living                                     | Sugarcult                         | Lights Out                             |
| 21               | Duel                                            | Swervedriver                      | Mezcal Head                            |
| 22               | Glitter Hits (J.J. Puig Mix)                    | The Styles                        | You Love The Styles                    |
| 23               | Red Orange Yellow                               | The Photo Atlas                   | No, Not Me, Never                      |
| 24               | I Wanna Rock                                    | Twisted Sister                    | Stay Hungry                            |
| 25               | Finger On The Trigger                           | Never Heard Of It                 | Never Heard Of It                      |
| 26               | Everyone Has Their Secrets                      | Showing Off To Thieves            | Everyone Has Their Secrets             |
| 27               | Paradise City                                   | Guns N' Roses                     | Appetite For Destruction               |
| 28               | Fake It                                         | Seether                           | Finding Beauty in Negative Spaces      |
| 29               | I'm Not Sorry                                   | The Pigeon Detectives             | Wait for Me                            |
| 30               | Until You Leave                                 | Permanent ME                      | After The Room Clears                  |
| 31               | Nothing to Lose                                 | Operator                          | Soulcrusher                            |
| 32               | Come Clean                                      | Mexicolas                         | X                                      |
| 33               | Creepshow                                       | Kerli                             | Love Is Dead                           |
| 34               | Cities in Dust                                  | Junkie XL feat. Lauren Rocket     | Booming Back at You                    |
| 35               | Fire Away                                       | Jupiter One                       | Jupiter One                            |
| 36               | Electable (Give It Up)                          | Jimmy Eat World                   | Chase This Light                       |
| 37               | Heart Of Fire                                   | Innerpartysystem                  | The Download EP                        |
| 38               | Coming Down To Beijing                          | Brain Failure feat. Dicky Barrett | Beijing To Boston                      |
| 39               | Too Much, Too Young, Too Fast                   | Airbourne                         | Runnin' Wild                           |
| 40               | Snowhill                                        | Agent Blue                        | A Stolen Honda Vision                  |
| 41               | Burnout 2002 Reprise                            | Burnout 2: Point of Impact        |                                        |
| 42               | Tokyo Nights                                    | Burnout                           |                                        |
| 43               | Bulldozer Blues                                 | Burnout 2: Point of Impact        |                                        |
| 44               | Round And Rounder                               | Burnout                           |                                        |
| 45               | Pass Me By                                      | Burnout 2: Point of Impact        |                                        |
| 46               | Panic Attack                                    | Burnout 2: Point of Impact        |                                        |
| 47               | Ozone                                           | Burnout 3: Takedown               |                                        |
| 48               | Lyon                                            | Burnout                           |                                        |
| 49               | Like My Shirt                                   | Burnout                           |                                        |
| 50               | Halfway To Dreaming                             | Burnout                           |                                        |
| 51               | Free                                            | Burnout                           |                                        |
| 52               | Fight or Flight                                 | Burnout                           |                                        |
| 53               | Exodus                                          | Burnout                           |                                        |
| 54               | Dark Moon Rising                                | Burnout 2: Point of Impact        |                                        |
| 55               | Childish Games                                  | Burnout 2: Point of Impact        |                                        |
| 56               | Chicken George                                  | Burnout                           |                                        |
| 57               | Caught On A Wire                                | Burnout                           |                                        |
| 58               | Burnout Paradise Theme                          | Burnout Paradise                  |                                        |
| 59               | Destroyer Mix                                   | Burnout 2: Point of Impact        |                                        |
| 60               | Bridge The Gap                                  | Burnout 2: Point of Impact        |                                        |
| 61               | Backlash                                        | Burnout 2: Point of Impact        |                                        |
| 62               | A Photograph                                    | Burnout 2: Point of Impact        |                                        |
| 63               | 16 Years On                                     | Burnout 3: Takedown               |                                        |
| 64               | Another World                                   | Burnout 3: Takedown               |                                        |
| 65               | Betties Last Voyage                             | Burnout 3: Takedown               |                                        |
| 66               | Liquid Sky                                      | Burnout 3: Takedown               |                                        |
| 67               | Red Sky Horizon                                 | Burnout 3: Takedown               |                                        |
| 68               | Shine                                           | Burnout 3: Takedown               |                                        |
| 69               | Take Cover                                      | Burnout 3: Takedown               |                                        |
| 70               | Tonight This Ends                               | Burnout 3: Takedown               |                                        |
| 71               | Air On A G String                               | Johann Sebastian Bach             |                                        |
| 72               | Minuet                                          | Luigi Rodolfo Boccherini          |                                        |
| 73               | Eine kleine Nachtmusik - 2nd Movement           | Wolfgang Amadeus Mozart           |                                        |
| 74               | Flower Duet from Lachme                         | Leo Delibes                       |                                        |
| 75               | Ave Maria (Meditation)                          | Charles Gounod                    |                                        |
| 76               | Nutcracker Ballet Suite: Dance Of The Mirlitons | Pyotr Ilyich Tchaikovsky          |                                        |
| 77               | Carnival Of The Animals - The Aquarium          | Camille Saint-Saens               |                                        |
| 78               | Horn Concerto #4                                | Wolfgang Amadeus Mozart           |                                        |
| 79               | Sleeping Beauty Ballet Suite - Waltz            | Pyotr Illyich Tchaikovsky         |                                        |
| 80               | Hebrew Slaves Nabucco                           | Giuseppe Verdi                    |                                        |
| 81               | Symphony #9 Largo                               | Antonín Dvořák                    |                                        |
| 82               | Clair De Lune                                   | Claude Debussy                    |                                        |
| 83               | Moonlight Sonata - 1st Movement                 | Ludwig van Beethoven              |                                        |
| 84               | Piano Concerto #21                              | Wolfgang Amadeus Mozart           |                                        |
| 85               | Water Music Suite #1 - Air                      | George Frideric Handel            |                                        |
| 86               | Carnival Of The Animals - The Swan              | Camille Saint-Saens               |                                        |
| 87               | Habanera Carmen                                 | Georges Bizet                     |                                        |
| 88               | Horn Concerto #3 - 3rd Movement                 | Wolfgang Amadeus Mozart           |                                        |
| 89               | Triumphal March from Aida                       | Giuseppe Verdi                    |                                        |
| 90               | Water Music - Suite #2 In D Major               | George Frideric Handel            |                                        |
| 91               | The Four Seasons, Spring - 1st Movement         | Antonio Vivaldi                   |                                        |
| 92               | Hungarian-Dance #5                              | Johannes Brahms                   |                                        |

## Rezeption
Burnout Paradise erhielt überwiegend positive Wertungen. Die GameStar bezeichnete die PC-Fassung 2009 als beste Konsolenumsetzung und bescheinigt dem Spiel, dass es bis auf das Tuning in allen Punkten besser als Need for Speed sei. Das Konsolenmagazin GamePro lobt den großen Umfang und bezeichnet den Titel als Rennspiel-Pflichtkauf.

## Abwärtskompatibilität
Seit dem 22. November 2016 kann der Racer durch die Abwärtskompatibilität auch auf der Xbox One gespielt werden. Voraussetzung hierfür ist die originale Xbox-360-Disk oder die digitale Version des Spiels.

## Burnout Paradise Remastered
Nach mehreren Gerüchten kündigten Electronic Arts und Criterion Games am 20. Februar 2018 Burnout Paradise Remastered für die PlayStation 4 und Xbox One an, welches am 16. März 2018 digital und im Handel erschien. Am 21. Oktober August 2018 erschien das Remaster auch für Windows. Die Remastered-Version enthält das Basis-Spiel inklusive aller acht DLCs des Originals, den Multiplayer und den Original-Soundtrack. Zudem kann das Spiel auf der PlayStation 4 Pro und Xbox One X in 4K Bildschirmauflösung mit einer Bildwiederholrate von 60 Hz gespielt werden. Am 26. März 2020 wurde im Rahmen einer Nintendo Direct Mini bekanntgegeben, dass der Titel auch für die Nintendo Switch am 19. Juni 2020 erscheinen wird.